# Henryk Hosiasson
Henryk Hosiasson (Henryk Hosson) (ur. 14 marca 1896 w Warszawie, zm. 1948 w Bolonii) – polski kompozytor muzyki rozrywkowej i adwokat.

## Życiorys
Był synem Józefa Hosiassona (1861-ok. wrzesień 1931, syn Samuela) i Zofii Hosiasson (ur. 1876) z domu Feigenblatt. Rodzice rozwiedli się około 1900 roku. Drugą żoną Józefa była Henrietta Hosiasson. Ojciec prowadził dom agenturowo-towarowy na Trębackiej 4 i był przedstawicielem firmy Bourjois, matka Zofia była muzykiem. 
Po pobraniu nauk elementarnych w domu rodziców (Trębacka 4 m 5) wstąpił do Szkoły Handlowej Zgromadzenia Kupców m. Warszawy, do której uczęszczał przez 4 lata. Z tej szkoły przeszedł w dniu 8 czerwca 1911 roku do wyższej prywatnej Szkoły Handlowej A. A. Jeżewskiego, którą ukończył z odznaczeniem srebrnego medalu w końcu maja 1914 roku i otrzymał świadectwo dojrzałości. W grudniu 1915 roku złożył podanie do Uniwersytetu Warszawskiego. Początkowo studiował na wydziale matematyczno-przyrodniczym, a w 1917 wystąpił o przeniesienie na wydział prawny. 
W 1917 roku ukończył klasę fortepianu w Konserwatorium Muzycznym m.st. Warszawy. 
W 1920 roku dostał zwolnienie ze służby wojskowej jako starszy żołnierz.
W 1921 zdał I egzamin sądowy na Wydziale Prawa i Nauk Politycznych Uniwersytetu Warszawskiego i w tym samym roku zdał egzamin polityczny, oba z wynikiem dostatecznym.

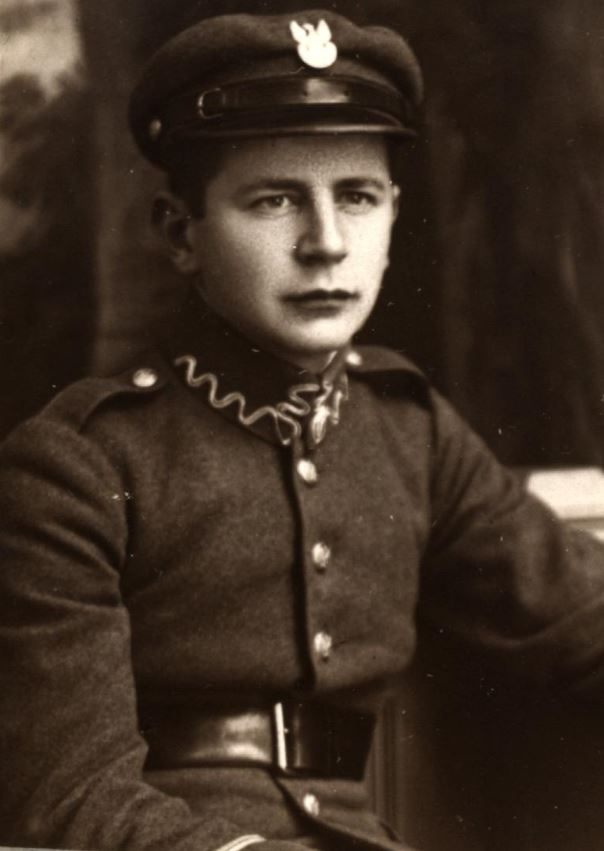
Henryk Hosiasson ok. 1920

W semestrze zimowym 1921/1922 został przyjęty na Wydział Filozoficzny UW, na którym studiowała też w tym czasie jego siostra Janina Hosiasson-Lindenbaum.
Do 1925 roku był aplikantem w sądzie apelacyjnym w Warszawie, m.in. był sekretarzem w procesach sądowych.
Komponował muzykę popularną, m.in. piosenki Wszystko z miłości (1928), Ballada wilanowska (blues-gavotte, 1927), Deszcz jesienny ze słowami Mariana Hemara, Ja panu powróżę - tango ze słowami Walerego Jastrzębca, Kulig na Starem Mieście - mazur z 1929 roku ze słowami Andrzeja Własta, Moja pieszczota - tango ze słowami Hanki Ordonówny, Ostatnie tango, Perfumy, Pragnę pana pocałować - slow-fox ze słowami Andrzeja Własta z rewii Warszawa w Kwiatach z 1929 roku, Coctail miłosny (slow-fox), Little boy - black bottom ze słowami Mariana Hemara, Rendez-vous panny Lou - slow-fox z rewii „Gwiazdy Warszawy” z ok. 1932 roku, Ostrożnie - świeżo malowane!!! - fox, Przysięgnij mi - tango z rewii „Sympatia Warszawy”. Jego utwory nagrywała m.in. wytwórnia płyt gramofonowych Syrena Rekord.
Pisał muzykę do warszawskich teatrów, kabaretów i rewii, m.in. do Qui Pro Quo, teatru Nowy Ananas i Hollywood, rewii Morskie Oko; Kulig na Starym mieście był grany jaki finał w rewii Morskie Oko. Był jednym z kompozytorów muzyki do sztuki
Koniec pani Cheney Fredericka Lonsdale.
Po śmierci ojca we wrześniu 1931 roku Henrietta, Henryk i Janina Hosianssonowie oraz Stefan Hosiasson z Paryża zostali jego spadkobiercami, a później firma pod nazwą „Parfumerie Bourjois” była prowadzona przez Henryka i Ludwika jako spółka aukcyjna z siedzibą na Trębackiej 4.

W roku 1932 został wiceprezesem Związku Autorów i Kompozytorów Scenicznych, w tym czasie prezesem był Aleksander Eibl. Później, w lutym w 1936 roku, wraz z Fryderykiem Jarossym został ponownie wybrany wiceprezesem. Przewodniczącym rady naczelnej był wtedy (w 1936 roku) Julian Tuwim. 
Miał brata Stefana (Stephane) Hosiassona, lekarza i muzyka, który mieszkał w Paryżu i brata przyrodniego Ludwika (Lutka) Hosiassona z drugiego małżeństwa Józefa Hosiassona (1861-1931) z Henriettą. Jego siostrą była Janina Hosiasson-Lindenbaum. Był ożeniony z Edwardą z domu Siekierko. Miał jednego syna – Józefa Hosiassona (1931-2018). W marcu 1940 roku wyjechał wraz ze swoją rodziną z Warszawy do Włoch, przypuszczalnie dzięki paryskim kontaktom swojego brata Stefana w świecie włoskiej arystokracji. Po czerwcu 1940 roku został aresztowany w Rimini skąd wysłano rodzinę do obozu w Abruzji w miejscowości Guardiagrele, gdzie mieszkali przez 3 lata. Po poddaniu się Włoch zamieszkali w miejscowości Quadri. W marcu 1943 roku rodzina przeszła do miejscowości Atessa, gdzie znajdowało się centrum wojsk angielskich. W 1944 znaleźli się w Bari a później w Bolonii przy ulicy Via Santo Stefano. Henryk był wtedy krytykiem filmowym w „Dzienniku Żołnierza”. Planował objąć przedstawicielstwo firmy Chanel w Valparaíso, ale zmarł na wylew w 1948 roku.